# A vámpírhercegnő
A vámpírhercegnő egy 2007-es osztrák dokumentumfilm, az ORF televízió számtalan díjat nyert sorozatának az Univerzumnak az egyik darabja, amelyet Magyarországon a Duna TV vetített.

## Történet
|  | Alább a cselekmény részletei következnek! |

Drakula legendáját mindenki ismeri. A legenda egy erdélyi arisztokrata származású vámpírról mesél, aki éjjelente megtámadja az ártatlan halandókat. Talán a vámpír nem is gróf, nem is Erdélyből származik és talán nem is férfi? Egy útépítés során a nyugat-csehországi faluban Krumlovban egy prágai régészcsoport egy 18. századi temetkezési helyen 11 holttestre bukkan közülük hármat nem szokatlan helyzetben temettek el. A sírokban a Bram Stoker regényében ábrázolt vámpír rituálé szerint temették el a halottakat.
A film kapcsolatot keres a három csontváz, Stoker regénye és Krumlov kastélyban történtek között. Az 1700-1750-es években egész Közép-Európa vámpírlázban égett, ekkoriban egy osztrák hercegnő, Elisabeth Eleonore Amalia Magdalena von Schwarzenberg (született Lobkowicz) uralkodott a kastélyban, akinek életét tragédiák kísérték. A hercegnőről nem sok portré maradt fent, az egyik közülük a fiával készült kép, amelyet 1996-ban restauráltak. Ekkor röntgensugár alatt is megvizsgálták és észrevették, hogy a hercegnő fejét ábrázoló vászondarabot kicserélték, és egy másikat varrtak oda. Ez talán egy szimbolikus lefejezés lehetett. 
Eleonore nagy vadász hírében állt, még a férjénél is jobban szeretett vadászni, de egy állatra sohasem lőtt, mégpedig farkasra. Egy szokatlan praktikához kellettek neki, miszerint a farkasok teje elősegíti a termékenységet és segítenek neki fiú szülni. Sok próbálkozás után, 41 évesen fia született, akkoriban ez gyanakvása adott okot, mert a nők ennyi idősen már nem szültek. 1732-ben a férjét lelőtték, ezért fia a császári udvarban nevelkedett. Kárpótlásul évi 5000 guldent kapott, ahogy öregedett, úgy nőtt az érdeklődése az okkultizmus iránt és ezzel költségei is nőttek. Mindamellett továbbra is fenntartotta korábbi fényűző életét. Állapota folyamatosan romlott a gyászidőszak alatt. Híres orvosok gyakran látogatták, de az akkori orvosok tudománya többnyire csak rontott a beteg állapotán. Szolgálói számára egyre gyanúsabbak lettek a tünetei: fehér bőr, súlyvesztés, miközben nem volt semmilyen látható betegsége. Később Krumlovból Bécsbe költözött a jobb orvosi kezelés reményében. 
Az orvosok tanácstalanok voltak, végül 1741. május 5-én hajnali 6 órakor meghalt a bécsi Schwarzenberg-palotában. Halálát követően azonnal felboncolták, ez akkoriban szokatlan volt, mert arisztokratákat nem szoktak boncolni. A boncolást végző orvosok is kiemelkedően magas honoráriumot kaptak, 2000 guldent. Vagy azért volt ilyen magas az összeg mert nagy kockázattal járt, mint pl. a fertőzés, vagy ez volt a hallgatási pénz. A hercegnő méhnyakrákban halt meg, az eredeti boncolási jelentésben azonban nem említik a halál okát. A Schwarzenbergeket a családi sírbolt a bécsi Szent Augusztin templomba temették, itt nyugszik Eleonore férje is. Állítólagos végakarata szerint testét visszavitték Krumlovba, hogy ott minden pompa nélkül temessék el. Sírfelirata ez: Itt nyugszik a szegény bűnös Eleonore, imádkozz érette. A főrangú egyházi személyek nem jelentek meg a temetésén, sőt még a fia sem ment el. Eleonore-t este temették el a Szent Nepomuk templomban, a koporsót befalazták, szentelt földbe temették és egy masszív sírkővel zárták.
|  | Itt a vége a cselekmény részletezésének! |